# Tårnet (Finnmark)
Tårnet ist ein Weiler und ein Kirchplatz in der Kommune Sør-Varanger am inneren Jarfjord im Fylke Finnmark, Norwegen.

## Geografie
Tårnet liegt etwa 25 km östlich von Kirkenes am Ostufer des Jarfjords.
Der Ort liegt an der Mündung des Tårnelva. Über den Fylkesvei 886 (Kirkenes–Grense Jakobselv) ist der Ort an das norwegische Straßennetz angeschlossen.